# Werbung für den Abbruch der Schwangerschaft
Werbung für den Abbruch der Schwangerschaft war bis zum 18. Juli 2022 ein Tatbestand des deutschen Strafrechts. Er war in § 219a Strafgesetzbuch (StGB) normiert und zählte zu den Straftaten gegen das Leben.
Am 24. Juni 2022 beschloss der Deutsche Bundestag die Aufhebung dieses Paragrafen. Am 8. Juli 2022 passierte die Aufhebung den Bundesrat, ohne dass dieser Einspruch einlegte. Am 11. Juli 2022 wurde die Aufhebung vom Bundespräsident ausgefertigt und am 18. Juli 2022 im Bundesgesetzblatt verkündet. Strafgerichtliche Urteile, die aufgrund des § 219a StGB nach dem 3. Oktober 1990 ergangen sind, wurden ebenfalls aufgehoben.
Zugleich wurde der Anwendungsbereich des Heilmittelwerbegesetzes (HWG) erweitert und ein Verbot der irreführenden Werbung für Schwangerschaftsabbrüche eingeführt. Vorsätzliche Verstöße werden mit Freiheitsstrafe bis zu einem Jahr oder mit Geldstrafe bestraft. Fahrlässige Verstöße werden mit einer Geldbuße bis zu zwanzigtausend Euro geahndet (§§ 1, 3, 14, 15 HWG). Damit will der Gesetzgeber „der Gefahr begegnen, dass nach Aufhebung des § 219a StGB unsachliche oder gar anpreisende Werbung für Schwangerschaftsabbrüche betrieben wird“.

## Wortlaut, Rechtsgut und Deliktscharakter
Der § 219a StGB lautete seit seiner letzten Änderung zum 29. März 2019 bis zu seiner Aufhebung wie folgt:
(1) Wer öffentlich, in einer Versammlung oder durch Verbreiten von Schriften (§ 11 Abs. 3) seines Vermögensvorteils wegen oder in grob anstößiger Weise
1. eigene oder fremde Dienste zur Vornahme oder Förderung eines Schwangerschaftsabbruchs oder
2. Mittel, Gegenstände oder Verfahren, die zum Abbruch der Schwangerschaft geeignet sind, unter Hinweis auf diese Eignung
anbietet, ankündigt, anpreist oder Erklärungen solchen Inhalts bekanntgibt, wird mit Freiheitsstrafe bis zu zwei Jahren oder mit Geldstrafe bestraft.
(2) Absatz 1 Nr. 1 gilt nicht, wenn Ärzte oder auf Grund Gesetzes anerkannte Beratungsstellen darüber unterrichtet werden, welche Ärzte, Krankenhäuser oder Einrichtungen bereit sind, einen Schwangerschaftsabbruch unter den Voraussetzungen des § 218a Abs. 1 bis 3 vorzunehmen.
(3) Absatz 1 Nr. 2 gilt nicht, wenn die Tat gegenüber Ärzten oder Personen, die zum Handeln mit den in Absatz 1 Nr. 2 erwähnten Mitteln oder Gegenständen befugt sind, oder durch eine Veröffentlichung in ärztlichen oder pharmazeutischen Fachblättern begangen wird.
(4) Absatz 1 gilt nicht, wenn Ärzte, Krankenhäuser oder Einrichtungen
1. auf die Tatsache hinweisen, dass sie Schwangerschaftsabbrüche unter den Voraussetzungen des § 218a Absatz 1 bis 3 vornehmen, oder
Die Vorschrift sollte verhindern, dass der Schwangerschaftsabbruch in der Öffentlichkeit als etwas Normales dargestellt und durch Arztwerbung kommerzialisiert wird. Es handelte sich um ein abstraktes Gefährdungsdelikt, das als Rechtsgut das ungeborene Leben schützen sollte.

## Geschichte
Die Norm ging auf § 219 und § 220 des Reichsstrafgesetzbuches (RStGB) in der Fassung vom 1. Juni 1933, in der frühen Zeit des Nationalsozialismus, zurück.
§ 219 RStGB lautete:
§ 220 RStGB lautete:
§ 219 und § 220 StGB waren Ergebnis einer rechtspolitischen Debatte, die in die Weimarer Republik und die Zeit des Kaiserreiches zurückreichte. Sie sollten Schwangere vor einer durch Werbung vorangetriebenen Kommerzialisierung ihrer Notlage schützen und außerdem dem Entstehen eines Marktes für Schwangerschaftsabbrüche entgegentreten.
Die ersten drei Absätze der zuletzt gültigen Fassung des Gesetzestextes beruhen auf einer Reform des Arztwerberechts zum Schwangerschaftsabbruch durch das 5. Strafrechtsreformgesetz von 1974 in Westdeutschland (von 1976 bis 1993 als § 219b nummeriert). Der Anwendungsbereich wurde dabei durch die Tatbestandsmerkmale „seines Vermögensvorteils wegen oder in grob anstößiger Weise“ eingeschränkt.
Absatz 4 resultierte aus einer rechtspolitischen Debatte, die dadurch ausgelöst wurde, dass das Amtsgericht Gießen im November 2017 die Ärztin Kristina Hänel wegen Werbung für den Abbruch der Schwangerschaft zu einer Geldstrafe verurteilte, da sie in Erwartung des üblichen ärztlichen Honorars auf der Website ihrer Praxis erklärt habe, Schwangerschaftsabbrüche vorzunehmen. Am 12. Oktober 2018 verwarf das Landgericht Gießen die Berufung gegen das Urteil. Der Fall rief öffentliche Kritik und eine Diskussion über eine Abschaffung oder Reform des Tatbestandes hervor. Auf Initiative der Bundesregierung beschloss der Bundestag am 21. Februar 2019, die Norm um den in Absatz 4 enthaltenen Tatbestandsausschluss zu ergänzen. Auf die Revision der Angeklagten hob das Oberlandesgericht Frankfurt am Main ihre Verurteilung im Juli 2019 auf und verwies den Fall an das Landgericht Gießen zurück, weil nicht ausgeschlossen werden könne, dass ihr Verhalten aufgrund des neuen Tatbestandsausschlusses straflos sei. Das Landgericht Gießen verurteilte Hänel im Dezember 2019 erneut zu einer Geldstrafe, weil ihr Verhalten auch nicht dem neuen Tatbestandsausschluss unterfalle. Eine hiergegen gerichtete Revision der Angeklagten verwarf das Oberlandesgericht Frankfurt am Main im Dezember 2020, wodurch das Urteil rechtskräftig wurde.
Die seit Dezember 2021 amtierende Regierung Scholz äußerte früh die Absicht, § 219a ersatzlos aus dem Strafgesetzbuch zu streichen. Am 17. Januar 2022 legte Justizminister Marco Buschmann einen Entwurf zur Abschaffung des § 219a vor. Darin hieß es, dass das Verbot, sachliche Informationen über das Thema des Schwangerschaftsabbruches bereitzustellen, betroffenen Frauen die Auswahl einer Ärztin oder eines Arztes erschwere. Dies verletze sie in ihrem Selbstbestimmungsrecht.
Am 9. März 2022 beschloss das Bundeskabinett formell, den Paragrafen aufzuheben. Auch alle seit 1990 erlassenen Strafurteile gegen Ärzte gemäß diesem Paragraphen sollten rückwirkend aufgehoben werden. Der Gesetzentwurf von Justizminister Buschmann wurde am 24. Juni 2022 vom Bundestag angenommen. Am 8. Juli 2022 berief der Bundesrat diesbezüglich keinen Vermittlungsausschuss an, dessen Zustimmung in diesem Fall allerdings nicht notwendig war.

## Objektiver Tatbestand

### Dienste oder Mittel
Tatgegenstand waren nach § 219a Abs. 1 Nr. 1 StGB eigene oder fremde Dienste zur Vornahme oder Förderung eines Schwangerschaftsabbruchs. Dies umfasste alle Schwangerschaftsabbrüche ungeachtet einer in den Ausnahmefällen der medizinischen oder kriminologischer Indikation gegebenen Legalität. Weitere Tatgegenstände stellten nach § 219a Abs. 1 Nr. 2 StGB Mittel, Gegenstände oder Verfahren, die zum Abbruch der Schwangerschaft geeignet sind, dar, soweit auf diese Eignung hingewiesen wurde.

### Anbieten, Ankündigen, Anpreisen oder Bekanntgabe von Erklärungen solchen Inhalts
Tathandlungen bildeten das Anbieten, Ankündigen, Anpreisen oder die Bekanntgabe von Erklärungen solchen Inhalts. Bei einem Anbieten handelte es sich um die Erklärung der Bereitschaft, die bezeichneten Dienste oder Mittel zugänglich zu machen. Es musste sich damit nicht um ein Angebot im zivilrechtlichen Sinne handeln, vielmehr genügte bereits die invitatio ad offerendum. Eine Minderheitenauffassung in der Literatur verlangte einschränkend, dass von der Erklärung ein dem Anpreisen gleichkommender Werbeeffekt ausgehen sollte. Ankündigen heiße, eine Gelegenheit zur Verschaffung von Gegenständen oder Verfahren mitzuteilen. Anpreisen bedeute, die lobende oder empfehlende Erwähnung und Beschreibung, Hervorhebung von Vorzügen, Anerkennung günstiger Wirkungen, rühmende Darstellung oder eine Beimessung hohen Wertes. Unter die Bekanntgabe von Erklärungen solchen Inhalts falle jede Handlung, durch die diese einem größeren Personenkreis zugänglich gemacht werden, etwa Zeitungsinserate oder die Verbreitung im Internet. Allen Varianten sei gemein, dass die Dienste oder Mittel dem Adressaten als zugänglich dargestellt werden müssten.

### Öffentlich, in einer Versammlung oder durch Verbreiten von Schriften
Die Tathandlung musste ferner öffentlich, in einer Versammlung oder durch Verbreitung von Schriften erfolgen. Öffentlich geschah sie, wenn sie sich an einen nicht überschaubaren, unbestimmten Adressatenkreis richtete. Die individuelle Beratung wurde damit nicht von der Norm erfasst.

### Seines Vermögensvorteils wegen oder in grob anstößiger Weise
Als weitere Modi verlangte der Tatbestand, dass der Täter die Tathandlung seines Vermögensvorteils wegen oder in grob anstößiger Weise vornahm. Für den angestrebten Vermögensvorteil genügte auch ein rechtmäßiger. Damit erfüllten auch Ärzte den Tatbestand, wenn sie eine der Tathandlungen in Erwartung des üblichen Honorars begingen. Wiederholt hatten Gerichte daher Ärzte wegen Werbung für den Abbruch der Schwangerschaft verurteilt, weil diese auf der Website ihrer Praxis angegeben hatten, Schwangerschaftsabbrüche vorzunehmen. Als grob anstößig galt die Tathandlung, wenn durch sie die durch die allgemeinen gesellschaftlichen Wertvorstellungen gezogenen Grenzen des Anstandes weit überschritten worden. Davon war jedenfalls auszugehen, wenn sie in reißerischer Weise geschah oder sich auf strafbare Schwangerschaftsabbrüche bezog.

### Tatbestandsausschlüsse
Die Absätze 2 bis 4 enthielten verschiedene Tatbestandsausschlüsse. Absatz 2 und 3 betrafen Fälle, in denen die abstrakte Gefahr der Verharmlosung und der Ausbeutung im Zusammenhang mit der Durchführung von Schwangerschaftsabbrüchen von vornherein nicht bestand, weil die Handlung einem Personenkreis gegenüber erfolgte, der von Berufs wegen und im Sinne der gesetzgeberischen Vorgaben in das System des straffreien Schwangerschaftsabbruchs eingebunden war.
Absatz 4 enthielt einen Tatbestandsausschluss für den Fall, dass Ärzte entweder darauf hinwiesen, dass sie straffreie Schwangerschaftsabbrüche vornähmen, oder auf Informationen bestimmter Stellen verwiesen. Die Vorschrift stellte eine Reaktion auf die Verurteilung der Gießener Ärztin Kristina Hänel wegen Werbung für den Abbruch der Schwangerschaft dar, die auf ihrer Website angegeben hatte, Schwangerschaftsabbrüche vorzunehmen. In der Literatur gilt als unklar, ob dieser Tatbestandsausschluss in der ersten Variante erforderte, dass sich die Erklärung in dem bloßen Hinweis darauf erschöpfte, dass der Erklärende straffreie Schwangerschaftsabbrüche vornahm. In diesem Sinn schlussfolgerten sowohl das Kammergericht als auch das Oberlandesgericht Frankfurt am Main aus Wortlaut, Entstehungsgeschichte und Systematik des § 219a Abs. 4 Nr. 1 StGB, dass sich der Tatbestandsausschluss lediglich auf Angaben beziehe, die sich darin erschöpfen, dass der Arzt Schwangerschaftsabbrüche anbiete. Nicht vom Tatbestandsausschluss seien demgegenüber Angaben zum Wie der angebotenen Schwangerschaftsabbrüche umfasst. Das Amtsgericht Kassel stellte hingegen ein Strafverfahren wegen Werbung für den Abbruch der Schwangerschaft gegen zwei Ärztinnen, die auf der Website ihrer Praxis erklärten hatten, Schwangerschaftsabbrüche durchzuführen, gemäß § 206b StPO ein, weil dieses Verhalten nach § 219a Abs. 4 Nr. 1 StGB straflos sei.

## Subjektiver Tatbestand
Hinsichtlich des Tatbestandsmerkmals „seines Vermögensvorteils wegen“ war Absicht erforderlich, in Ansehung der übrigen Tatbestandsmerkmale genügte jeglicher Grad des Vorsatzes.

## Gesetzeskonkurrenzen
Beging der Täter in Folge der Tathandlung einen § 218 StGB unterfallenden Schwangerschaftsabbruch, stand dieser zu § 219a StGB in Tatmehrheit. Bezog sich die Tathandlung auf strafbare Schwangerschaftsabbrüche, lag Tateinheit mit Öffentlicher Aufforderung zu Straftaten (§ 111 StGB) vor.

## Kriminologie
Die forensische Bedeutung der Norm war gering. Die Strafverfolgungsstatistik erfasst das Delikt gemeinsam mit § 219b StGB (Inverkehrbringen von Mitteln zum Abbruch der Schwangerschaft) und weist jeweils in den Jahren 2015–2017 eine, im Jahr 2018 keine und im Jahr 2019 zwei Verurteilungen für beide Taten aus.

## Kritik
In Folge der Verurteilung der Ärztin Kristina Hänel, die auf ihrer Website erklärt hatte, Schwangerschaftsabbrüche vorzunehmen, wegen Werbung für den Abbruch der Schwangerschaft durch das Amtsgericht Gießen gerieten Legalität und Legitimität der Strafvorschrift in Kritik.

### Verfassungsmäßigkeit
Kritiker hielten die Norm in der Auslegung der Instanzgerichte für verfassungswidrig. Sie habe die Berufsfreiheit (Art. 12 Abs. 1 GG) der Ärzte und die Informationsfreiheit schwangerer Frauen (Art. 5 Abs. 1 GG) verletzt, indem sie es Ärzten verboten habe, Auskunft darüber zu geben, dass sie straffreie Schwangerschaftsabbrüche vornehmen. Sie sei auch im Übrigen dem strafrechtlichen Ultima-Ratio-Prinzip nicht gerecht geworden, da schon das ärztliche Standesrecht unsachliche Werbung verboten habe.
Im juristischen Schrifttum überwog jedoch die Ansicht, die Vorschrift sei verfassungskonform gewesen. Bei dem Grundrechtseingriff habe es sich um eine bloße Berufsausübungsregelung gehandelt, die durch den Schutz der Menschenwürde (Art. 1 Abs. 1 GG) und des Rechts auf Leben (Art. 2 Abs. 2 GG) des Nasciturus gerechtfertigt gewesen sei. Die Eingriffsintensität habe sich als gering dargestellt, da die Schwangerschaftskonfliktberatung die erforderlichen Informationen über einen Schwangerschaftsabbruch und Kontaktdaten von Ärzten, die Schwangerschaftsabbrüche durchführen, bereitgestellt habe. Die Norm sei der Forderung des Bundesverfassungsgerichts aus dem 2. Fristenregelungsurteil nachgekommen, dass der rechtliche Schutzanspruch des ungeborenen Lebens im allgemeinen Bewusstsein zu erhalten und zu beleben sei. Überdies habe sie die Ergebnisoffenheit der Schwangerschaftskonfliktberatung gesichert, die verfassungsrechtlich erforderlich sei, damit der Schwangerschaftsabbruch unter den Bedingungen des § 218a StGB seiner Rechtswidrigkeit zum Trotz straffrei bleiben könne. Aus diesen Gründen haben es auch zahlreiche Gerichte abgelehnt, die Norm zur Überprüfung ihrer Verfassungsmäßigkeit nach Art. 100 Abs. 1 GG dem Bundesverfassungsgericht vorzulegen.
Mit Beschluss vom 10. Mai 2023 nahm das Bundesverfassungsgericht eine Verfassungsbeschwerde von Kristina Hänel gegen ihre Verurteilung wegen Werbung für den Abbruch der Schwangerschaft nicht zur Entscheidung an. Diese sei unzulässig, da sich ihr Rechtsschutzziel erledigt habe. Durch die rückwirkende Aufhebung der auf § 219a StGB basierenden Gerichtsentscheidungen entfalteten diese Hänel gegenüber keine belastende Wirkung mehr.

### Widerspruchsfreiheit
Kritiker erkannten einen Wertungswiderspruch in der Rechtslage, dass Schwangerschaftsabbrüche unter den Bedingungen des § 218a StGB zwar straffrei, eine bloße Vorfeldhandlung nach § 219a StGB aber strafbar gewesen sei. Die herrschende Gegenansicht betonte, dass die Werbung für den Abbruch der Schwangerschaft nicht die Vorbereitung einer straffreien Haupttat, sondern eine von ihr unabhängige Beeinträchtigung eines kollektiven Rechtsguts sanktioniert habe. Sie habe verhindern sollen, dass der Schwangerschaftsabbruch in der Gesellschaft als unproblematisch und sozialadäquat aufgefasst werde.